# Уак, Джузеппе
Джузеппе Уак (итал. Giuseppe Uhac; 20 июля 1924, Брсеч, королевство Италия — 18 января 1998, Рим, Италия) — итальянский куриальный прелат и ватиканский дипломат. Титулярный архиепископ Тарроса с 23 июня 1970 по 18 января 1998. Апостольский про-нунций в Пакистане с 23 июня 1970 по 7 октября 1976. Апостольский нунций в Камеруне и апостольский делегат в Экваториальной Гвинее с 7 октября 1976 по 3 июня 1981. Апостольский про-нунций в Габоне с 15 января 1977 по 3 июня 1981. Апостольский про-нунций в Республике Конго с 3 июня 1981 по 3 августа 1984. Апостольский нунций в Ливии с 3 августа 1984 по 21 июня 1991. Секретарь Конгрегации Евангелизации Народов с 21 июня 1991 по 18 января 1998.